# Ádám Lang
Ádám Lang (Veszprém, 17 de gener de 1993) és un futbolista professional hongarès que juga actualment pel Videoton FC. El 31 de maig de 2016 es va anunciar que el seleccionador Bernd Storck l'havia inclòs en l'equip definitiu d'Hongria per disputar l'Eurocopa 2016.

## Estadístiques de club
| Club          | Temporada | LLiga   | LLiga | Copa    | Copa | Copa de la Lliga | Copa de la Lliga | Europa  | Europa | Total   | Total |
| Club          | Temporada | Partits | Gols  | Partits | Gols | Partits          | Gols             | Partits | Gols   | Partits | Gols  |
| ------------- | --------- | ------- | ----- | ------- | ---- | ---------------- | ---------------- | ------- | ------ | ------- | ----- |
| Veszprém FC   |           |         |       |         |      |                  |                  |         |        |         |       |
| 2008–09       | 2         | 0       | 0     | 0       | 0    | 0                | 0                | 0       | 2      | 0       |       |
| 2009–10       | 0         | 0       | 2     | 0       | 0    | 0                | 0                | 0       | 2      | 0       |       |
| 2010–11       | 17        | 1       | 2     | 0       | 0    | 0                | 0                | 0       | 19     | 1       |       |
| 2011–12       | 25        | 2       | 3     | 0       | 0    | 0                | 0                | 0       | 28     | 2       |       |
| Total         | 44        | 3       | 7     | 0       | 0    | 0                | 0                | 0       | 51     | 3       |       |
| Győr          |           |         |       |         |      |                  |                  |         |        |         |       |
| 2012–13       | 4         | 0       | 3     | 0       | 5    | 0                | 0                | 0       | 12     | 0       |       |
| 2013–14       | 24        | 1       | 3     | 0       | 1    | 0                | 0                | 0       | 28     | 1       |       |
| 2014–15       | 29        | 0       | 4     | 0       | 2    | 0                | 1                | 0       | 36     | 0       |       |
| Total         | 57        | 1       | 10    | 0       | 8    | 0                | 1                | 0       | 76     | 1       |       |
| Total Carrera |           | 101     | 4     | 17      | 0    | 8                | 0                | 1       | 0      | 127     | 4     |

Actualitzat a data 9 desembre 2014.

### Internacional
| Equip nacional | Temporada | Partits | Gols |
| -------------- | --------- | ------- | ---- |
| Hongria        | 2014      | 4       | 0    |
| Hongria        | 2015      | 4       | 0    |
| Hongria        | 2016      | 3       | 0    |
| Total          | Total     | 11      | 0    |